# Lista över fornlämningar i Gullspångs kommun
Lista över fornlämningar i Gullspångs kommun är en förteckning av ett urval av de fornlämningar som finns i Gullspångs kommun.

## Amnehärad
| Namn                               | Lämningstyp         | Tillkomsttid | Historisk indelning      | Plats | Läge                 | ID-nr          | Bild                                 |
| ---------------------------------- | ------------------- | ------------ | ------------------------ | ----- | -------------------- | -------------- | ------------------------------------ |
| Amnehärad 2:1                      | Röse                |              | Amnehärad, Västergötland |       | 58.981919, 13.997618 | 10184600020001 | Ladda upp en bild av detta fornminne |
| Amnehärad 2:2                      | Röse                |              | Amnehärad, Västergötland |       | 58.981727, 13.997972 | 10184600020002 | Ladda upp en bild av detta fornminne |
| Amnehärad 2:3                      | Stensättning        |              | Amnehärad, Västergötland |       | 58.981565, 13.997733 | 10184600020003 | Ladda upp en bild av detta fornminne |
| Amnehärad 3:1                      | Röse                |              | Amnehärad, Västergötland |       | 58.979454, 13.998900 | 10184600030001 | Ladda upp en bild av detta fornminne |
| Amneholm (Amnehärad 6:1)           | Borg                |              | Amnehärad, Västergötland |       | 59.016385, 14.085516 | 10184600060001 | Ladda upp en bild av detta fornminne |
| Amnehärad 7:1                      | Gravfält            |              | Amnehärad, Västergötland |       | 58.975909, 14.093913 | 10184600070001 | Ladda upp en bild av detta fornminne |
| Amnehärad 9:1                      | Stensättning        |              | Amnehärad, Västergötland |       | 58.977259, 14.094273 | 10184600090001 | Ladda upp en bild av detta fornminne |
| Amnehärad 13:1                     | Stenkrets           |              | Amnehärad, Västergötland |       | 58.958887, 14.108219 | 10184600130001 | Ladda upp en bild av detta fornminne |
| Amnehärad 15:1                     | Stensättning        |              | Amnehärad, Västergötland |       | 58.963154, 14.117100 | 10184600150001 | Ladda upp en bild av detta fornminne |
| Amnehärad 17:1                     | Borg                |              | Amnehärad, Västergötland |       | 58.981430, 14.175046 | 10184600170001 | Ladda upp en bild av detta fornminne |
| Amnehärad 47:1                     | Stensättning        |              | Amnehärad, Västergötland |       | 58.952169, 14.205922 | 10184600470001 | Ladda upp en bild av detta fornminne |
| Amnehärad 52:1                     | Stensättning        |              | Amnehärad, Västergötland |       | 58.982024, 14.192788 | 10184600520001 | Ladda upp en bild av detta fornminne |
| Amnehärad 52:2                     | Stensättning        |              | Amnehärad, Västergötland |       | 58.981844, 14.193347 | 10184600520002 | Ladda upp en bild av detta fornminne |
| Amnehärad 57:1                     | Stensättning        |              | Amnehärad, Västergötland |       | 58.962510, 14.208669 | 10184600570001 | Ladda upp en bild av detta fornminne |
| Amnehärad 61:1                     | Stensättning        |              | Amnehärad, Västergötland |       | 58.961284, 14.122135 | 10184600610001 | Ladda upp en bild av detta fornminne |
| Amnehärad 61:2                     | Stensättning        |              | Amnehärad, Västergötland |       | 58.960778, 14.121786 | 10184600610002 | Ladda upp en bild av detta fornminne |
| Amnehärad 63:1                     | Stensättning        |              | Amnehärad, Västergötland |       | 58.962394, 14.115043 | 10184600630001 | Ladda upp en bild av detta fornminne |
| Amnehärad 63:2                     | Stensättning        |              | Amnehärad, Västergötland |       | 58.962436, 14.114856 | 10184600630002 | Ladda upp en bild av detta fornminne |
| Bränningen (Amnehärad 83:1)        | Begravningsplats    |              | Amnehärad, Västergötland |       | 58.923931, 14.081761 | 10184600830001 | Ladda upp en bild av detta fornminne |
| Amnehärad 87:1                     | Stensättning        |              | Amnehärad, Västergötland |       | 58.941110, 14.080324 | 10184600870001 | Ladda upp en bild av detta fornminne |
| Amnehärad 90:1                     | Stensättning        |              | Amnehärad, Västergötland |       | 58.940728, 14.074761 | 10184600900001 | Ladda upp en bild av detta fornminne |
| Amnehärad 90:2                     | Stensättning        |              | Amnehärad, Västergötland |       | 58.940953, 14.074867 | 10184600900002 | Ladda upp en bild av detta fornminne |
| Amnehärad 91:1                     | Stensättning        |              | Amnehärad, Västergötland |       | 58.939038, 14.077002 | 10184600910001 | Ladda upp en bild av detta fornminne |
| Amnehärad 91:2                     | Stensättning        |              | Amnehärad, Västergötland |       | 58.939147, 14.077141 | 10184600910002 | Ladda upp en bild av detta fornminne |
| Amnehärad 92:1                     | Stensättning        |              | Amnehärad, Västergötland |       | 58.933538, 14.070127 | 10184600920001 | Ladda upp en bild av detta fornminne |
| Amnehärad 92:2                     | Stensättning        |              | Amnehärad, Västergötland |       | 58.933422, 14.070430 | 10184600920002 | Ladda upp en bild av detta fornminne |
| Stora Bergholmen (Amnehärad 107:1) | Stensättning        |              | Amnehärad, Västergötland |       | 58.985458, 14.161260 | 10184601070001 | Ladda upp en bild av detta fornminne |
| Amnehärad 128:1                    | Stensättning        |              | Amnehärad, Västergötland |       | 58.959899, 14.011877 | 10184601280001 | Ladda upp en bild av detta fornminne |
| Amnehärad 134:1                    | Stensättning        |              | Amnehärad, Västergötland |       | 58.964452, 14.199509 | 10184601340001 | Ladda upp en bild av detta fornminne |
| Amnehärad 134:2                    | Stensättning        |              | Amnehärad, Västergötland |       | 58.964678, 14.199617 | 10184601340002 | Ladda upp en bild av detta fornminne |
| Amnehärad 135:1                    | Stensättning        |              | Amnehärad, Västergötland |       | 58.962393, 14.199966 | 10184601350001 | Ladda upp en bild av detta fornminne |
| Rödkärr (Amnehärad 141)            | Lägenhetsbebyggelse |              | Amnehärad, Västergötland |       | 58.935425, 14.134703 | 12000000090212 | Ladda upp en bild av detta fornminne |
| Kottås (Amnehärad 142)             | Lägenhetsbebyggelse |              | Amnehärad, Västergötland |       | 58.942482, 14.144176 | 12000000090213 | Ladda upp en bild av detta fornminne |
| Amnehärad 146                      | Lägenhetsbebyggelse |              | Amnehärad, Västergötland |       | 58.942989, 14.139037 | 12000000090219 | Ladda upp en bild av detta fornminne |
| Hagen (Amnehärad 151)              | Lägenhetsbebyggelse |              | Amnehärad, Västergötland |       | 58.969984, 14.187117 | 12000000090280 | Ladda upp en bild av detta fornminne |
| Sirbo (Amnehärad 164)              | Lägenhetsbebyggelse |              | Amnehärad, Västergötland |       | 58.947303, 14.165914 | 12000000090625 | Ladda upp en bild av detta fornminne |
| Ängen (Amnehärad 165)              | Lägenhetsbebyggelse |              | Amnehärad, Västergötland |       | 58.955822, 14.123214 | 12000000090626 | Ladda upp en bild av detta fornminne |
| Brygget (Amnehärad 168)            | Lägenhetsbebyggelse |              | Amnehärad, Västergötland |       | 58.942821, 14.163380 | 12000000090629 | Ladda upp en bild av detta fornminne |
| Gullberga (Amnehärad 193)          | Lägenhetsbebyggelse |              | Amnehärad, Västergötland |       | 58.931367, 14.161963 | 12000000090805 | Ladda upp en bild av detta fornminne |
| Konsterud (Amnehärad 197)          | Lägenhetsbebyggelse |              | Amnehärad, Västergötland |       | 58.936165, 14.151918 | 12000000090813 | Ladda upp en bild av detta fornminne |
| Dumpen (Amnehärad 222)             | Lägenhetsbebyggelse |              | Amnehärad, Västergötland |       | 58.968470, 14.171496 | 12000000090976 | Ladda upp en bild av detta fornminne |
| Svenstorp (Amnehärad 224)          | Lägenhetsbebyggelse |              | Amnehärad, Västergötland |       | 58.962572, 14.174014 | 12000000090978 | Ladda upp en bild av detta fornminne |
| Åsen (Amnehärad 225)               | Lägenhetsbebyggelse |              | Amnehärad, Västergötland |       | 58.953243, 14.166417 | 12000000091009 | Ladda upp en bild av detta fornminne |

## Hova
| Namn                              | Lämningstyp  | Tillkomsttid | Historisk indelning | Plats | Läge                 | ID-nr          | Bild                                 |
| --------------------------------- | ------------ | ------------ | ------------------- | ----- | -------------------- | -------------- | ------------------------------------ |
| Hova 7:1                          | Röse         |              | Hova, Västergötland |       | 58.819064, 14.359197 | 10192900070001 | Ladda upp en bild av detta fornminne |
| Fagerlids gamla kyrka (Hova 14:1) | Kyrka/kapell |              | Hova, Västergötland |       | 58.824102, 14.142484 | 10192900140001 | Ladda upp en bild av detta fornminne |
| Hova 20:1                         | Stenkrets    |              | Hova, Västergötland |       | 58.877825, 14.204255 | 10192900200001 | Ladda upp en bild av detta fornminne |
| Hova 20:2                         | Stenkrets    |              | Hova, Västergötland |       | 58.878048, 14.204493 | 10192900200002 | Ladda upp en bild av detta fornminne |
| Hova 22:1                         | Röse         |              | Hova, Västergötland |       | 58.879535, 14.203838 | 10192900220001 | Ladda upp en bild av detta fornminne |
| Hova 27:1                         | Gravfält     |              | Hova, Västergötland |       | 58.879062, 14.232124 | 10192900270001 | Ladda upp en bild av detta fornminne |
| Hova 29:1                         | Stensättning |              | Hova, Västergötland |       | 58.869085, 14.245207 | 10192900290001 | Ladda upp en bild av detta fornminne |
| Hova 33:1                         | Röse         |              | Hova, Västergötland |       | 58.868112, 14.246259 | 10192900330001 | Ladda upp en bild av detta fornminne |
| Hova 36:1                         | Stenkrets    |              | Hova, Västergötland |       | 58.892426, 14.252801 | 10192900360001 | Ladda upp en bild av detta fornminne |
| Hova 50:1                         | Stensättning |              | Hova, Västergötland |       | 58.898877, 14.204813 | 10192900500001 | Ladda upp en bild av detta fornminne |
| Hova 51:1                         | Röse         |              | Hova, Västergötland |       | 58.897173, 14.187849 | 10192900510001 | Ladda upp en bild av detta fornminne |
| Hova 51:2                         | Stenkrets    |              | Hova, Västergötland |       | 58.897395, 14.187876 | 10192900510002 | Ladda upp en bild av detta fornminne |
| Hova 51:3                         | Stensättning |              | Hova, Västergötland |       | 58.897505, 14.187727 | 10192900510003 | Ladda upp en bild av detta fornminne |
| Tjärkull (Hova 52:1)              | Stensättning |              | Hova, Västergötland |       | 58.899847, 14.177077 | 10192900520001 | Ladda upp en bild av detta fornminne |
| Hova 62:1                         | Stenkrets    |              | Hova, Västergötland |       | 58.904227, 14.284823 | 10192900620001 | Ladda upp en bild av detta fornminne |
| Hova 62:2                         | Stenkrets    |              | Hova, Västergötland |       | 58.904128, 14.284932 | 10192900620002 | Ladda upp en bild av detta fornminne |
| Hova 62:3                         | Stenkrets    |              | Hova, Västergötland |       | 58.904205, 14.285046 | 10192900620003 | Ladda upp en bild av detta fornminne |
| Hova 88:1                         | Stensättning |              | Hova, Västergötland |       | 58.906308, 14.225135 | 10192900880001 | Ladda upp en bild av detta fornminne |

## Södra Råda
| Namn            | Lämningstyp  | Tillkomsttid | Historisk indelning  | Plats | Läge                 | ID-nr          | Bild                                 |
| --------------- | ------------ | ------------ | -------------------- | ----- | -------------------- | -------------- | ------------------------------------ |
| Södra Råda 1:1  | Stensättning |              | Södra Råda, Värmland |       | 58.990342, 14.104480 | 10205200010001 | Ladda upp en bild av detta fornminne |
| Södra Råda 2:1  | Gravfält     |              | Södra Råda, Värmland |       | 59.015802, 14.107963 | 10205200020001 | Ladda upp en bild av detta fornminne |
| Södra Råda 8:1  | Stensättning |              | Södra Råda, Värmland |       | 58.994827, 14.206692 | 10205200080001 | Ladda upp en bild av detta fornminne |
| Södra Råda 8:2  | Stensättning |              | Södra Råda, Värmland |       | 58.994794, 14.206459 | 10205200080002 | Ladda upp en bild av detta fornminne |
| Södra Råda 8:3  | Stensättning |              | Södra Råda, Värmland |       | 58.994696, 14.206460 | 10205200080003 | Ladda upp en bild av detta fornminne |
| Södra Råda 8:4  | Stensättning |              | Södra Råda, Värmland |       | 58.994993, 14.206774 | 10205200080004 | Ladda upp en bild av detta fornminne |
| Södra Råda 9:1  | Röse         |              | Södra Råda, Värmland |       | 59.003485, 14.159139 | 10205200090001 | Ladda upp en bild av detta fornminne |
| Södra Råda 10:1 | Röse         |              | Södra Råda, Värmland |       | 59.033705, 14.199396 | 10205200100001 | Ladda upp en bild av detta fornminne |
| Södra Råda 10:2 | Stensättning |              | Södra Råda, Värmland |       | 59.033842, 14.199825 | 10205200100002 | Ladda upp en bild av detta fornminne |
| Södra Råda 15:1 | Röse         |              | Södra Råda, Värmland |       | 59.039071, 14.219404 | 10205200150001 | Ladda upp en bild av detta fornminne |
| Södra Råda 16:1 | Stensättning |              | Södra Råda, Värmland |       | 58.995778, 14.230468 | 10205200160001 | Ladda upp en bild av detta fornminne |
| Södra Råda 19:1 | Kyrka/kapell |              | Södra Råda, Värmland |       | 59.003917, 14.204011 | 10205200190001 | Ladda upp en bild av detta fornminne |
| Södra Råda 31:1 | Stensättning |              | Södra Råda, Värmland |       | 58.989930, 14.134722 | 10205200310001 | Ladda upp en bild av detta fornminne |
| Södra Råda 49:1 | Stensättning |              | Södra Råda, Värmland |       | 58.990631, 14.211524 | 10205200490001 | Ladda upp en bild av detta fornminne |
| Södra Råda 57:1 | Hällristning |              | Södra Råda, Värmland |       | 58.980819, 14.131112 | 10205200570001 | Ladda upp en bild av detta fornminne |
| Södra Råda 58:1 | Stensättning |              | Södra Råda, Värmland |       | 58.997566, 14.160230 | 10205200580001 | Ladda upp en bild av detta fornminne |
| Södra Råda 61:1 | Stensättning |              | Södra Råda, Värmland |       | 58.997099, 14.149806 | 10205200610001 | Ladda upp en bild av detta fornminne |
| Södra Råda 61:2 | Stensättning |              | Södra Råda, Värmland |       | 58.997060, 14.149647 | 10205200610002 | Ladda upp en bild av detta fornminne |
| Södra Råda 61:3 | Stensättning |              | Södra Råda, Värmland |       | 58.996993, 14.149755 | 10205200610003 | Ladda upp en bild av detta fornminne |
| Södra Råda 66:1 | Stensättning |              | Södra Råda, Värmland |       | 58.973047, 14.121435 | 10205200660001 | Ladda upp en bild av detta fornminne |
| Södra Råda 74:1 | Stensättning |              | Södra Råda, Värmland |       | 59.008384, 14.193360 | 10205200740001 | Ladda upp en bild av detta fornminne |
| Södra Råda 74:2 | Stensättning |              | Södra Råda, Värmland |       | 59.008252, 14.193492 | 10205200740002 | Ladda upp en bild av detta fornminne |
| Södra Råda 74:3 | Stensättning |              | Södra Råda, Värmland |       | 59.008350, 14.193614 | 10205200740003 | Ladda upp en bild av detta fornminne |
| Södra Råda 79:1 | Stensättning |              | Södra Råda, Värmland |       | 59.002330, 14.191931 | 10205200790001 | Ladda upp en bild av detta fornminne |
| Södra Råda 80:1 | Stensättning |              | Södra Råda, Värmland |       | 58.994528, 14.184309 | 10205200800001 | Ladda upp en bild av detta fornminne |
| Södra Råda 94:1 | Stensättning |              | Södra Råda, Värmland |       | 59.018339, 14.193567 | 10205200940001 | Ladda upp en bild av detta fornminne |
| Södra Råda 94:2 | Stensättning |              | Södra Råda, Värmland |       | 59.018168, 14.193551 | 10205200940002 | Ladda upp en bild av detta fornminne |
| Södra Råda 94:3 | Stensättning |              | Södra Råda, Värmland |       | 59.018069, 14.193577 | 10205200940003 | Ladda upp en bild av detta fornminne |
| Södra Råda 110  | Stensättning |              | Södra Råda, Värmland |       | 58.996979, 14.149686 | 12000000083997 | Ladda upp en bild av detta fornminne |